# Axsjön (Askersunds socken, Närke)
Axsjön är en sjö i Askersunds kommun i Närke och ingår i Motala ströms huvudavrinningsområde. Sjön har en area på 0,225 kvadratkilometer och ligger 95 meter över havet.

## Delavrinningsområde
Axsjön ingår i det delavrinningsområde (652189-144497) som SMHI kallar för Rinner till Vättern - Duvfjärden. Medelhöjden är 117 meter över havet och ytan är 33,46 kvadratkilometer. Det finns inga avrinningsområden uppströms utan avrinningsområdet är högsta punkten. Skyllbergsån (Joxtorpsån) som avvattnar avrinningsområdet har biflödesordning 2, vilket innebär att vattnet flödar genom totalt 2 vattendrag innan det når havet efter 147 kilometer. Avrinningsområdet består mestadels av skog (65 procent) och jordbruk (22 procent). Avrinningsområdet har 0,86 kvadratkilometer vattenytor vilket ger det en sjöprocent på 2,6 procent.